# El silencio de los fusiles
Pour plus de détails, voir Fiche technique et Distribution.
El silencio de los fusiles (littéralement en français, « Le silence des fusils ») est un film colombien réalisé par Natalia Orozco. Il retrace les négociations entre le gouvernement colombien et les FARC-EP commencées à La Havane en 2012.

## Synopsis
Le documentaire réalisé pendant quatre ans par  Natalia Orozco, revient sur les enjeux de la construction de la paix pour la Colombie après plus de 50 années du Conflit armé colombien. L'angle d'approche se situe du point de vue des victimes du conflit, en mettant en avant les problématiques de justice et de réhabilitation. 
La réalisatrice a ainsi interviewé, tant le président colombien Juan Manuel Santos, qui a basé sa campagne politique sur la promesse de la mise en place de la paix, que les principaux leaders du mouvement des Forces armées révolutionnaires de Colombie comme Timoleón Jiménez, le signataire de l'accord de paix de 2016, ou encore Iván Márquez.
Le documentaire cherche à mettre en avant la complexité de la mise en place de la paix, qui ne réside pas que dans la signature d'un contrat, mais par des actions.

## Fiche technique
- Titre original : El silencio de los fusiles (en français, littéralement « Le silence des fusils »)
- Réalisation : Natalia Orozco
- Pays : Colombie
- Durée : Long métrage (120 minutes)
- Genre : Documentaire